# Крушинский, Борис Николаевич
Бори́с Никола́евич Круши́нский (укр. Борис Миколайович Крушинський; род. 10 мая 2002, Садковичи, Львовская область) — украинский футболист, защитник житомирского «Полесья».

## Биография
Родился в селе Садковичи, Самборский район. Воспитанник ДЮСШ (Мостиска) и «Львов».
Выступал за юношескую и молодёжную команду «львовян». 2 сентября 2020 подписал 3-летний контракт с «львами». В августе 2020 года переведён в первую команду клуба. В футболке «Львова» дебютировал 28 апреля 2021 в ничейном (1:1) домашнем поединке 18-го тура Премьер-лиги против львовского «Руха». Борис вышел на поле на 62-й минуте, заменив Альваро.
6 января 2023 «Львов» объявил о переходе Крушинского в житомирское «Полесье». Дебютировал за команду 9 апреля 2023 года в матче против запорожского «Металлурга».